# Best of Sweetbox
Best of Sweetbox (även släppt som Greatest Hits) är ett Sweetbox-album med Jade Villalon som frontkvinna. Det släpptes 2005 i tre olika utgåvor. Det innehåller bland annat tidigare ej släppta låtar som  Crown of Thorns och Don't Wanna Kill You, tillsammans med flera remixer, demoversioner, nyversioner av låtar samt Jade's helomgjorda version av Everything's Gonna Be Alright, vars original sjöngs av Sweetbox föregående sångerska Tina Harris.

## Låtlista

### Greatest Hits
1. Everything's Gonna Be Alright -Reborn-
2. Life Is Cool
3. For The Lonely (Even Sweeter Version)
4. Waterfall
5. After The Lights
6. Killing Me DJ
7. Hate Without Frontiers
8. Read My Mind
9. Don't Wanna Kill You
10. Piano In The Dark
11. Every Time (All Grown Up Version)
12. Crown of Thorns
13. Utopia
14. Lighter Shade Of Blue (European Version)
15. On The Radio
16. Somewhere
17. Chyna Girl
18. Cinderella (Electric Spice Mix)
19. Everything's Gonna Be Alright (Classic Mix)
20. Unforgiven (Unreleased Demo Version)

### Best of Sweetbox 1995–2005 (Europeisk version)
1. Everything's Gonna Be Alright -Reborn-
2. Life Is Cool
3. For The Lonely
4. Waterfall
5. After The Lights
6. Killing Me DJ (European Version)
7. Hate Without Frontiers
8. Every Time (New Version)
9. Piano In The Dark
10. On The Radio
11. Lighter Shade Of Blue (European Version)
12. God On Video
13. More Than Love
14. Chyna Girl
15. Crazy (Unreleased Demo Version)
16. Tour De France (Unreleased Demo Version)
17. Cinderella (Electric Spice Mix)
18. Don't Push Me
19. Booyah - Here We Go (Bonus Track)
20. Shakalaka (Bonus Track)

### Best of Sweetbox 1995–2005 (Koreansk version, 2 CD)
1. Everything's Gonna Be Alright -Reborn-
2. Life Is Cool
3. For The Lonely (Even Sweeter Version)
4. Every Time (New Version)
5. Read My Mind
6. Cinderella (Electric Spice Mix)
7. Lighter Shade Of Blue (European Version)
8. On The Radio
9. Chyna Girl
10. Liberty
11. Human Sacrifice
12. Unforgiven
13. Sorry
14. Don't Push Me
15. I'll Be There
16. Crazy (Unreleased Demo Version)

Disc 2
1. Everything's Gonna Be Alright (Classic Mix)
2. Alright (Unplugged)
3. Unforgiven (Unplugged)
4. Utopia (Unplugged)
5. Read My Mind (Acoustic Version)
6. Unforgiven (Unreleased Demo Version)
7. Booyah - Here We Go
8. Shakalaka

### Best of Sweetbox 1995–2005 (Taiwanesisk Version)
1. Everything's Gonna Be Alright -Reborn-
2. Read My Mind
3. That Night
4. For The Lonely (Even Sweeter Version)
5. More Than Love
6. Life Is Cool
7. Every Time (New Version)
8. Chyna Girl
9. Superstar
10. Killing Me DJ
11. Somewhere
12. Cinderella (Electric Spice Mix)
13. Unforgiven (Geo's Mix)
14. After The Lights
15. On The Radio
16. Hate Without Frontiers
17. Here On My Own (Lighter Shade Of Blue) (European Version)
18. Piano In The Dark
19. Crazy
20. Tour De France

## Singlar
- Everything's Gonna Be Alright -Reborn- [Promo]

## Övrigt
- Greatest Hits var det 73:e bäst säljande albumet år 2005.